# Escuchando al juez Garzón
Escuchando al juez Garzón és una pel·lícula documental espanyola del 2011 dirigida per Isabel Coixet a partir d'una entrevista que va fer l'escriptor gallec Manuel Rivas Barros al jutge Baltasar Garzón. Fou estrenada a la secció d'Esdeveniments Especials al 61è Festival Internacional de Cinema de Berlín.

## Sinopsi
Al llarg de la filmació d'una hora i mitja, seleccionada entre sis hores de metratge, l'ex-jutge de l'Audiència Nacional d'Espanya Baltasar Garzón fa un repàs a la seva trajectòria tant personal com professional sense evadir cap dels temes en els que s'ha vist embolicat: les especulacions i interessos que hi ha sobre la seva persona, el concepte de justícia universal, els conflictes històrics que hi ha a Espanya o la corrupció institucional. Després de la seva suspensió col·labora com assessor de la Cort Penal Internacional a la Haia, d'on va anar a Madrid per mantenir l'entrevista amb Rivas gravada per Coixet.

## Repartiment
- Baltasar Garzón
- Manuel Rivas Barros

## Recepció
La pel·lícula fou guardonada amb el Goya a la millor pel·lícula documental el 2012. Tanmateix, quan fou estrenada al cinema només la van veure 1.259 espectadors i només va recaptar 7.064,19 euros.